# یواس‌اس پرازرپین (ای‌آرال-۲۱)
یواس‌اس پرازرپین (ای‌آرال-۲۱) (به انگلیسی: USS Proserpine (ARL-21)) یک کشتی بود که طول آن ۳۲۸ فوت (۱۰۰ متر) بود. این کشتی در سال ۱۹۴۴ ساخته شد.